# William Hobson Mills
William Hobson Mills (6 juillet 1873 - 22 février 1959) est un chimiste organique britannique .

## Biographie
William Hobson Mills est né à Hammersmith le 6 juillet 1873, l'aîné des cinq enfants de William Henry Mills, architecte, et d'Emily Wiles Quincey (née Hobson). La famille déménage cet automne dans la ville natale d'Emily, Spalding, Lincolnshire. Mills fait ses études à la Spalding Grammar School, puis à la Uppingham School .
Il entre au Jesus College de Cambridge en octobre 1892 et étudie les sciences naturelles. Une blessure au tendon d'Achille - subie à Uppingham - lui impose de rester à la maison pendant l'année universitaire 1893–1894. Il retourne à Cambridge en octobre 1894 et obtient une première classe dans les tripos de sciences naturelles, partie I, en 1896, et dans la partie II (chimie) en 1897. Mills commence ses recherches au Cambridge University Chemical Laboratory sous la direction du chimiste néo-zélandais Thomas Easterfield. Il est encouragé à travailler sur la conversion du 2,4-dibenzoylmésitylène en un système pentacyclique contenant deux groupes anthraquinone .
En octobre 1899, Mills se rend à Tübingen pour travailler pendant deux ans sous la direction du professeur Hans von Pechmann, où il travaille sur le même banc que Nevil Sidgwick et deviennent amis pour la vie. En 1902, il est nommé chef du département de chimie de l'Institut polytechnique, où il reste jusqu'en 1912. Pendant ce temps, il travaille, avec d'autres membres du personnel, pour fournir une preuve expérimentale de la théorie de Hantzsch-Werner  de l'isomérie des oximes . Il publie également un article conjointement avec sa femme, Mildred May Gostling, sur les dérivés du dinaphthanthracene .
En 1912, la mort tragique de Humphrey Owen Jones (en) laisse un sérieux vide dans l'équipe de chimie organique de Cambridge. Mills est nommé à un poste de démonstrateur et est peu de temps après élu à une bourse et à un poste de maître de conférences en sciences naturelles au Jesus College.
Pendant la Première Guerre mondiale, un laboratoire dirigé par Mills est chargé de déterminer la structure du pinacyanol chimique et d'identifier un moyen fiable de le synthétiser. Le produit chimique a été inventé par une société allemande en 1905 et pendant la guerre, il est incorporé dans des plaques photographiques pour améliorer leur sensibilité vers l'extrémité rouge du spectre visible. En utilisant du pinacyanol, les photographies prises par les avions allemands montrent beaucoup plus de détails que celles prises par les pilotes alliés des fronts de bataille allemands. Son personnel comprend notamment la chimiste de premier cycle Frances Mary Hamer (1894–1980). Grâce à leurs efforts, "presque tout le pinacyanol utilisé dans le nouveau film panchromatique britannique provenait des laboratoires de Cambridge" dirigés par Mills et améliore considérablement les images prises à l'aube, et aide grandement les efforts britanniques .
En 1919, Mills est nommé professeur d'université. En 1931, l'Université crée pour lui un lectorat personnel en stéréochimie, qu'il occupe jusqu'à sa retraite en 1938. Au cours de cette période de sa carrière, Mills poursuit ses travaux sur l'isomérie des oximes et étudie également les composés spirocycliques, la stéréochimie des molécules à rotation restreinte et les colorants cyanine.
Il reçoit la Bourse de la Royal Society en 1923, la Médaille Longstaff de la Chemical Society en 1930, la Médaille Davy de la Royal Society, en 1935. Il est Vice-maître du Jesus College, Cambridge, de 1940 à 1948 et président de la Chemical Society, de 1942 à 1944.
Mills épouse sa collègue chimiste Mildred May Gostling en 1903. Ils ont trois filles et un fils : Marjorie, Sylvia Margaret, Isabel et William George Quincy. Mills est décédé à son domicile, 23 Storeys Way, Cambridge, le 22 février 1959. Mildred Mills est décédée à l'hôpital d'Addenbrooke le 19 février 1962 .